# Festivali i Këngës 41
Festivali i Këngës 41 hölls i december 2002 och var den 41:a årliga upplagan av Festivali i Këngës. Tävlingen leddes detta år av radio- och TV-programledaren Adi Krasta tillsammans med Ann Francis Vata. Tävlingen vanns av Mira Konçi med låten "Brënda vetes më merr" som skrivts av Pandi Laço med musik av Konçis make Shpëtim Saraçi. På tredje plats kom den kosovoalbanska sångaren Selami Kolonja med låten "Bota mirësi".

## Deltagare (urval)
| Plats | Artist         | Låt                    | Text         | Musik          |
| ----- | -------------- | ---------------------- | ------------ | -------------- |
| 1     | Mira Konçi     | "Brënda vetes më merr" | Pandi Laço   | Shpëtim Saraçi |
| 3     | Selami Kolonja | "Bota mirësi"          | i.u.         | i.u.           |
| i.u.  | Redon Makashi  | "Vjeshta"              | i.u.         | i.u.           |
| i.u.  | Jonida Maliqi  | "Do humbas më ty"      | i.u.         | i.u.           |
| i.u.  | Juliana Pasha  | "Kur gjen vetvetën"    | Suela Kalaja | Suela Kalaja   |
| i.u.  | Mariza Ikonomi | "Ku ty nuk të kam"     | Timo Flloko  | Ardit Gjebrea  |
| i.u.  | Mihrije Braha  | "Nga ëndrra në ëndërr" | i.u.         | i.u.           |